# 宗教と科学
この項では宗教と科学（しゅうきょうとかがく）の関係について述べる。

## 概説
宗教と科学の関係に関する問いかけは、17世紀より重要視されることが多くなった。。両者の関係について述べられる一般的な論調は、およそ次のようなものである。
- 検証可能な事実を対象とする科学と、信仰の理由をあえて求めたりはしない宗教とでは、相容れない[3]。
- 人間の欲求に対して別の立場から答えを出しており、本質的には相補的なものである[4]。
- 仲睦まじい関係である[5]。

しかし実際には、上記の三つのように単純化された視点だけでは描ききれないほど、宗教と科学は複雑多岐、かつ実り豊かな関係であった。例えば、キリスト教徒すべてが科学的な探求をしていなかったというわけではない。また、著名な科学者が熱心なキリスト教徒だと公言することも多い。
あるいは、宗教と科学の闘争として扱われていた事柄が、実は科学の対立し合う仮説に関する論争であったり、神学の中での闘争であったということもある。
宗教と科学について考察する場合、「宗教」と「科学」の定義は厳密にしないほうが無難である。宗教と科学の現代的な定義が、時代を超えて正当性を持つと考えていては、実態とかけ離れ、作為的になってしまうだけである。

## キリスト教と近代科学
17世紀に生きる人々にとって、自然についての「知」が、神の御業や計画についての「知」に連なるという前提は、自明のことであった。すなわち、17世紀に誕生した近代科学は、キリスト教と密接な関係にあったのである。リン・ホワイトは「近代的な西欧科学はキリスト教の母体のなかで鋳造された」と表現している。
例えば、キリスト教会によって宗教裁判にかけられたガリレオ・ガリレイは、神やキリスト教を否定して科学を唱えたのではない。むしろその反対であり、ガリレイは、「神は『聖書』の尊いお言葉の中だけではなく、それ以上に、自然の諸効果の中に、すぐれてそのお姿を現わし給うのであります」と語っている。
アイザック・ニュートンとゴットフリート・ライプニッツは、神と自然の関係について激しく論争している。「神は常にどこにおいても自然に働きかけている」と考えるニュートンは、「全知・全能なる神の所産である自然は、神の介入による手直しを一切必要としない」と考えるライプニッツから、「神の御業に関して奇妙な見解を示している」と非難された。
ニュートンを擁護するブレーズ・パスカルは、ライプニッツの考えを踏襲したルネ・デカルトに対して、「デカルトを赦すことはできない。彼はその哲学体系のなかで、できれば神なしですませたいと考えたはずだ」と非難した。
1687年にニュートンが発表した著作名は『自然哲学の数学的諸原理』なのであって、『自然科学の数学的諸原理』ではなかった。17世紀において、現在で言うところの「科学的な探求」を行っていた人は、自身のことを自然哲学者と呼んでいたのである。さらに、ニュートンが「自然哲学の根幹というのは、神の属性や神と自然界の関係を探求することなのだ」とはっきりと述べているとおり、そもそも神のことを知り神と自然の関係を知るために自然哲学をしていたのである。そのニュートンに「あなたは"宗教"と"科学"にどのように折り合いをつけたのですか」と問うことは本末転倒である。

## 文献
- J.H.ブルック（英語版）『科学と宗教』工作舎、2005年。ISBN 978-4-87502-390-6
- 村上陽一郎『近代科学と聖俗革命＜新版＞』新曜社、2002年7月。ISBN 4-7885-0802-8。
- リン・ホワイト（英語版） 著、青木靖三 訳『機械と神　生態学的危機の歴史的根源』みすず書房、1999年12月。ISBN 4-622-05049-8。
- 豊田利幸『ガリレオ　世界の名著26』中央公論社、1995年9月。ISBN 4-12-400636-5。